# Іллінген (Саар)
Іллінген (нім. Illingen) — громада в Німеччині, знаходиться в землі Саар. Входить до складу району Нойнкірхен.
Площа — 36,08 км2. Населення становить 15 982 ос. (станом на 31 грудня 2021).